# Zwettl (huyện)
Bezirk Zwettl là một huyện của bang của Hạ Áo ở Áo.

## Các đô thị
Các khu ngoại vi, làng và các đơn vị khác của một đô thị được hiển thị bằngchữ nhỏ.
- Allentsteig
  - Allentsteig, Bernschlag, Reinsbach, Thaua, Zwinzen
- Altmelon
  - Altmelon, Dietrichsbach, Dürnberg, Fichtenbach, Großpertenschlag, Kleinpertenschlag, Kronberg, Kronegg, Marchstein, Perwolfs, Schwarzau
- Arbesbach
  - Arbesbach, Brunn, Etlas, Haselbach, Kamp, Neumelon, Pretrobruck, Purrath, Rammelhof, Schönfeld, Schwarzau, Wiesensfeld
- Bärnkopf
- Echsenbach
  - Echsenbach, Gerweis, Großkainraths, Haimschlag, Kleinpoppen, Rieweis, Wolfenstein
- Göpfritz an der Wild
  - Almosen, Breitenfeld, Georgenberg, Göpfritz an der Wild, Kirchberg an der Wild, Merkenbrechts, Scheideldorf, Schönfeld an der Wild, Weinpolz
- Grafenschlag
  - Bromberg, Grafenschlag, Kaltenbrunn, Kleingöttfritz, Kleinnondorf, Langschlag, Schafberg, Wielands
- Groß Gerungs
  - Aigen, Albern, Antenfeinhöfe, Blumau, Böhmsdorf, Dietmanns, Egres, Etlas, Etzen, Frauendorf, Freitzenschlag, Griesbach, Groß Gerungs, Groß Meinharts, Haid, Harruck, Häuslern, Heinreichs, Hypolz, Josefsdorf, Kinzenschlag, Klein Gundholz, Klein Reinprechts, Klein Wetzles, Kotting Nondorf, Marharts, Mühlbach, Nonndorf, Ober Neustift, Ober Rosenauerwald, Oberkirchen, Preinreichs, Reitern, Schall, Schönbichl, Siebenberg, Sitzmanns, Thail, Wendelgraben, Wurmbrand
- Großgöttfritz
  - Engelbrechts, Frankenreith, Großgöttfritz, Großweißenbach, Kleinweißenbach, Reichers, Rohrenreith, Sprögnitz
- Gutenbrunn
  - Gutenbrunn, Ulrichschlag
- Kirchschlag
  - Bernhardshof, Eck, Gaßles, Kienings, Kirchschlag, Merkengerst, Pleßberg, Roggenreith, Scheib, Schneeberg
- Kottes-Purk
  - Bernhards, Dankholz, Doppl, Elsenreith, Ensberg, Ernst, Felles, Fohra, Gotthardschlag, Gschwendt, Günsles, Heitzles, Hörans, Kalkgrub, Koppenhof, Kottes, Leopolds, Münichreith, Pfaffenschlag, Pötzles, Purk, Reichpolds, Richterhof, Runds, Schoberhof, Singenreith, Teichmanns, Trittings, Voirans, Voitsau, Weikartschlag, Wernhies
- Langschlag
  - Bruderndorf, Bruderndorferwald, Fraberg, Kainrathschlag, Kasbach, Kehrbach, Kleinpertholz, Kogschlag, Langschlag, Langschlägerwald, Mittelberg, Mitterschlag, Münzbach, Reichenauerwald, Schmerbach, Siebenhöf, Stierberg, Streith
- Martinsberg
  - Edlesberg, Kleingerungs, Kleinpertholz, Loitzenreith, Martinsberg, Mitterndorf, Oed, Pitzeichen, Poggschlag, Reitzendorf, Thumling, Walpersdorf, Weixelberg, Wiehalm
- Ottenschlag
  - Bernreith, Endlas, Jungschlag, Neuhof, Oedwinkel, Ottenschlag, Reith
- Pölla
  - Altpölla, Döllersheim, Franzen, Kienberg, Kleinenzersdorf, Kleinraabs, Krug, Neupölla, Nondorf, Ramsau, Reichhalms, Schmerbach am Kamp, Waldreichs, Wegscheid am Kamp, Wetzlas
- Rappottenstein
  - Aggsbach, Arnreith, Dietharts, Grossgundholz, Grötschen, Grünbach, Hausbach, Höhendorf, Kirchbach, Kleinnondorf, Lembach, Neustift, Oberrabenthan, Pehendorf, Pfaffendorf, Pirkenreith, Rappottenstein, Reichenbach, Riebeis, Ritterkamp, Roiten, Selbitz
- Sallingberg
  - Armschlag, Grainbrunn, Großnondorf, Heubach, Kamles, Kleinhaslau, Lugendorf, Moniholz, Rabenhof, Sallingberg, Spielleithen, Spielleithen, Voitschlag
- Schönbach
  - Aschen, Dorfstadt, Fichtenhöfen, Grub im Thale, Klein-Siegharts, Lengau, Lichtenau, Lohn, Pernthon, Schönbach
- Schwarzenau
  - Ganz, Großhaselbach, Hausbach, Limpfings, Modlisch, Schlag, Schwarzenau, Stögersbach
- Schweiggers
  - Großreichenbach, Kleinwolfgers, Limbach, Mannshalm, Meinhartschlag, Perndorf, Reinbolden, Sallingstadt, Schwarzenbach, Schweiggers, Siebenlinden, Streitbach, Unterwindhag, Vierlings, Walterschlag, Windhof
- Traunstein
  - Biberschlag, Dietmanns, Gürtelberg, Haselberg, Hummelberg, Kaltenbach, Pfaffings, Prettles, Schönau, Spielberg, Stein, Traunstein, Walterschlag, Weidenegg
- Waldhausen
  - Brand, Gutenbrunn, Hirschenschlag, Königsbach, Loschberg, Niedernondorf, Niederwaltenreith, Obernondorf, Rappoltschlag, Waldhausen, Werschenschlag, Wiesenreith
- Zwettl
  - Annatsberg, Bernhards, Böhmhöf, Bösenneunzen, Edelhof, Eschabruck, Friedersbach, Gerlas, Germanns, Gerotten, Gradnitz, Großglobnitz, Großhaslau, Gschwendt, Guttenbrunn, Hörmanns, Hörweix, Jagenbach, Jahrings, Kleehof, Kleinmeinharts, Kleinotten, Kleinschönau, Koblhof, Marbach am Walde, Mayerhöfen, Merzenstein, Mitterreith, Moidrams, Negers, Neusiedl, Niederglobnitz, Niederneustift, Niederneustift, Niederstrahlbach, Oberstrahlbach, Oberwaltenreith, Ottenschlag, Purken, Ratschenhof, Rieggers, Ritzmannshof, Rosenau Dorf, Rosenau Schloss, Rottenbach, Rudmanns, Schickenhof, Syrafeld, Unterrabenthan, Unterrosenauerwald, Uttissenbach, Waldhams, Wolfsberg, Zwettl Stift, Zwettl